# 傳統基金會
傳統基金會（英語：Heritage Foundation）成立於1973年，總部設於美国华盛顿哥伦比亚特区，智庫在第40任美国总统罗纳德·里根任內向其提供政策咨詢，雷根的政策出自傳統基金會的政策研究《領導授權》系列書籍。傳統基金會對美國公共政策制定有長遠、關鍵影響力，被視為美國保守派智庫之一。許多共和黨政治人物皆出身傳統基金會，或卸任公職後服務於此，例如來自臺灣的前任美國運輸部長趙小蘭。

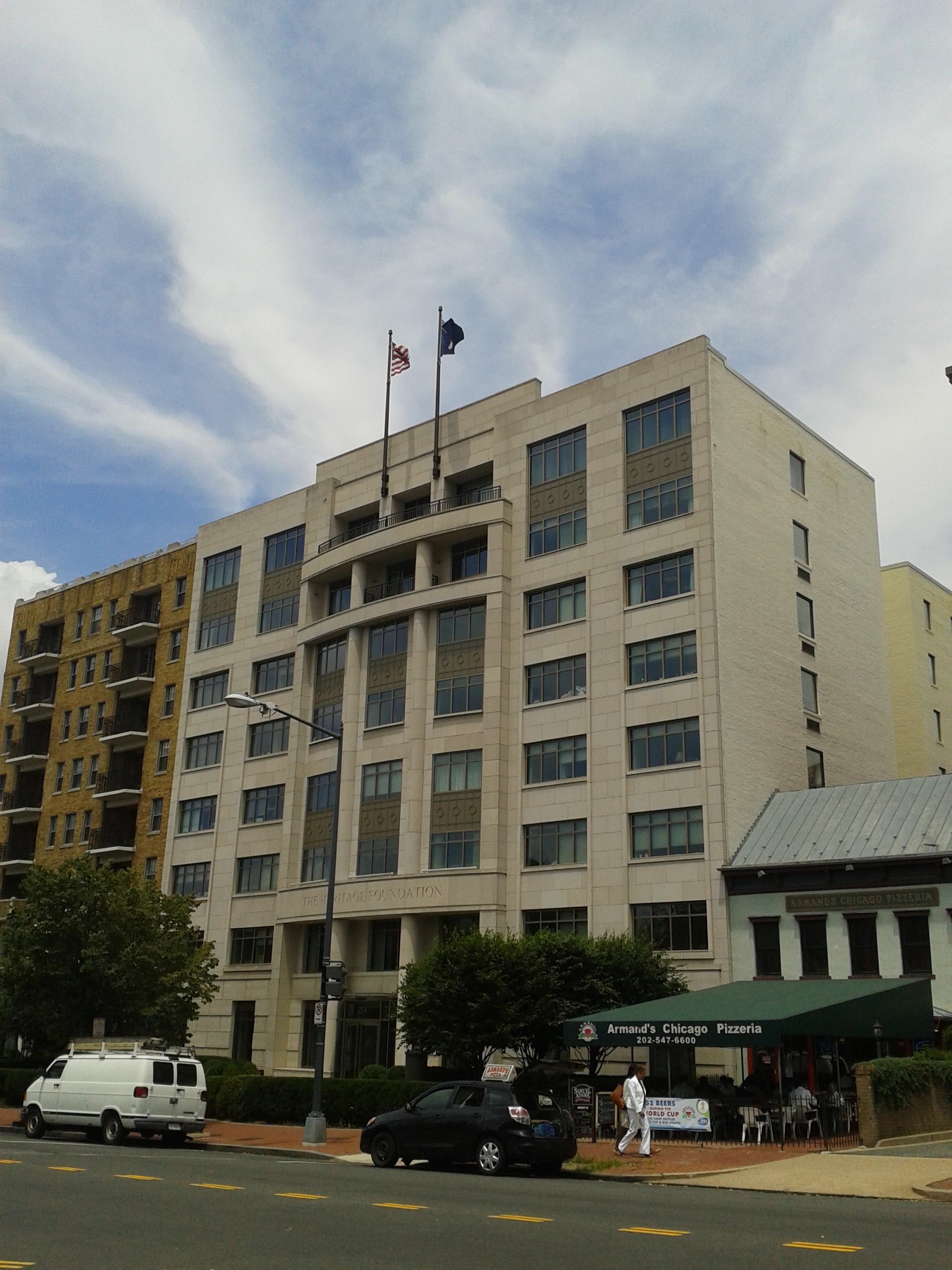
傳統基金會總部

## 理念
傳統基金會除了本身開宗明義表明是美國保守派組織，其主張也符合保守派一貫的提倡：
- 主張小政府，限制政府開支和規模；因此特別頌揚「積極不干預」經濟政策，同時亦支持學券制等主張
- 捍衛個人自由
- 捍衛傳統價值
- 強調美国需要有強大的國防實力
- 反菸
- 否認氣候變化[3][4]
- 反對同性婚姻[5][6]、跨性別人士的活動[7][8]

## 政治影響力
美國傳統基金會時常被列為世界上最有影響力的智庫之一。賓夕法尼亞大學智庫與公民社會計畫出版的2016年度全球關鍵智庫指標報告在世界智庫指標中排第12名，美國智庫指標中排第7名，在世界國防與國家安全指標中排第25名，國內經濟政策指標中排第6名，教育政策指標排第14名，外交政策與國際事務指標排第24名，國內健康政策排第10名，國際經濟政策排第30名，社會政策排第10名，透明度與良善治理排第12名，最佳倡議活動排第1名，智庫經營管理排第13名，最佳創意與典範開發排第7名，最佳智庫網路排第18名，善用社群網路排第5名，2017最佳智庫排第9名，最佳外部關係與公眾參與計畫排第5名，善用網際網路排第3名，善用媒體排第7名，最佳創新政策與提案排第10名，公共政策重大影響力排第8名，傑出政策導向公眾計畫排第17名。
智庫創立後接待許多有影響力的國內外政治領袖，包括國會、外國元首與美國元首。2007年11月1日喬治·沃克·布希總統為了支持繼任阿爾韋托·岡薩雷斯的新任美國司法部長麥可·穆凱西也拜訪了傳統基金會，當時穆凱西因為拒絕認定水刑為違法，在美國參議院面臨反對意見，在布希總統拜訪基金會八天後穆凱西獲得認同而上任美國司法部長。

## 主要活動
傳統基金會作為一個智囊組織，主要集中於出版、政策研究、倡議，以及培育國家人才等活動，例如：
- 每年公布世界各主要經濟體系的经济自由度指数
- 出版各類研究報告，包括對外政策，以及本土的一些民生經濟政策的報告
- 發表成員的每周評論
- 籌辦青年領袖計劃（英語：Young Leader Program），這包括一系列獎學金和見習計劃等

### 与维基百科相关的活动
2025年，有媒體指出，傳統基金會已制定計劃，將使用面部识别、交叉引用被駭客入侵數據庫、誘騙維基百科用戶訪問收集IP地址的網站以及開分身等技術，对该组织认定的所谓涉嫌反犹太主义的维基百科编辑进行人肉搜索。

## 著名會員
- 艾德溫·佛訥：傳統基金會創辦人，亦是川普幕僚之一。
- 趙小蘭：出生臺灣臺北，傳統基金會資深「傑出學人」（Distinguished Fellow），美國第24任聯邦勞工部長，美國內閣首位亞裔女性及第一位華裔部長，曾任川普政府聯邦運輸部長。
- 迈克尔·约翰斯：传统基金会的外交政策分析员，美国医疗保健企业管理者，美国联邦政府前官员、保守派政策分析员及作家。
- 費學禮：傳統基金會亞洲政策研究中心主任。
- 武澤爾（英语：Larry Wortzel）：傳統基金會副會長及亞洲政策研究中心主任，前美國駐華大使館陸軍武官。
- 葉望輝：傳統基金會亞洲政策研究中心資深政策研究員。

## 外部連結
- 美國傳統基金會 官方網站 （页面存档备份，存于）